# Pascal (Einheit)
Das Pascal ist im Internationalen Einheitensystem (SI) die Maßeinheit des Drucks sowie der mechanischen Spannung. Sie ist nach Blaise Pascal benannt.

## Definition
Das Pascal ist folgendermaßen definiert:
1 Pa = 1 N·m−2
Ein Pascal ist also der Druck, den eine senkrecht einwirkende Kraft (Normalkraft) von einem Newton auf eine Fläche von einem Quadratmeter ausübt. Da dies im Vergleich zum Atmosphärendruck ein relativ kleiner Wert ist, werden oft dezimale Vielfache der Einheit verwendet, wie Hektopascal (1 hPa = 100 Pa) und Kilopascal (1 kPa = 1000 Pa). Eine häufig verwendete, aber nicht SI-konforme Einheit ist das Bar:
1 bar = 105 Pa = 100 kPa.
Der mittlere Luftdruck der Atmosphäre auf Meereshöhe (Standard- bzw. Normdruck) beträgt
1 atm = 101325 Pa = 1013,25 hPa = 101,325 kPa = 1,01325 bar.

## Geschichte
Blaise Pascal (1623–1662) war ein französischer Philosoph und Wissenschaftler, der sich unter anderem mit dem Verhalten von Fluiden beschäftigte und Grundlagen wie das Konzept von Druck und Vakuum entwickelte. Bereits auf der 5. Generalkonferenz für Maß und Gewicht (CGPM) 1913 wurde der Name „Pascal“ für eine Druckeinheit vorgeschlagen, die den Wert 10 N/cm2 haben sollte (das ist der Druck, der später 1 bar genannt wurde). Auf der 9. CGPM 1948 wurde die Einheit „Pascal“ in ihrer heutigen Definition im Rahmen eines Projekts der französischen Regierung zur Etablierung eines universellen, kohärenten Einheitensystems vorgeschlagen. Es wurde aber jeweils kein entsprechender Beschluss gefasst.
Auch bei der Einführung des SI-Systems 1960 gab es noch keinen eigenen Namen für die Einheit des Drucks; man verwendete „Newton pro Quadratmeter“. Dieser lange Name erwies sich jedoch als unhandlich, zumal 1 N/m2 ein sehr kleiner Druck ist. In der europäischen Industrie wurde zunehmend die Einheit Bar (1 bar = 105 N/m2) gebraucht, die ziemlich genau dem Druck einer Atmosphäre entspricht, und in der Meteorologie war die Einheit Millibar üblich. Um dezimale Vielfache wie 105 als Umrechnungsfaktoren im SI-System zu vermeiden, wurde bei der 14. Generalkonferenz für Maß und Gewicht im Oktober 1971 der abgeleiteten Einheit N/m2 der Name Pascal gegeben.
Die Einheit wurde in der Bundesrepublik Deutschland 1969 als gesetzliche Einheit festgelegt. In der Meteorologie wurde Pascal dann am 1. Januar 1984 eingeführt.

## Anwendungen und typische Größen
Im Folgenden werden einige Größenbeispiele für verschiedene Anwendungen angeführt. Für den Größenbereich werden SI-Präfixe angegeben.

### Mikropascal
Als Bezugswert für den Schalldruckpegel Lp = 0 dB (Dezibel) ist 20 μPa Schalldruck festgelegt und gilt als Hörschwelle. Die Lautheit von 1 Sone wird bei 1000-Hz-Sinuston und +40 dB, also 2000 μPa definiert. 1 Pa Schalldruck entspricht +94 dB und ist damit so laut, dass bei Dauerbelastung Hörschäden auftreten können.

### Dekapascal
In der Lüftungstechnik wird häufig die Einheit Dekapascal (1 daPa = 10 Pa) verwendet, wobei ein Dekapascal 0,1 mbar entspricht.

### Hektopascal
In der Meteorologie wird der Luftdruck der Atmosphäre (auf Meereshöhe im Mittel 1013,25 hPa) meist in Hektopascal (1 hPa = 100 Pa) angegeben, weil so die SI-konforme Einheit Pascal verwendet werden kann und auch ein Zahlwert entsteht, der dem früher üblichen Millibar (mbar) genau entspricht.

### Kilopascal
Die Einheit Kilopascal (1 kPa = 1000 Pa = 0,1 N/cm2) wird in der Kraftfahrzeugtechnik beispielsweise für die SI-konforme Angabe des Reifenfülldruckes benutzt. Ein Druck von 100 kPa entspricht 1 bar.
Auch bei Abwasserleitungen wird der Prüfdruck meistens in Kilopascal angegeben.

### Megapascal
Die Einheit Megapascal (1 MPa = 1 Million Pa = 1 N/mm2) wird in der Technik z. B. für die Zugfestigkeit von Metallen und in höheren Zahlen auch zur Beschreibung von Explosionen verwendet. Der Kaltfülldruck einer Halogenlampe mit den Edelgasen Neon und Krypton bei 22 °C kann z. B. 1,2 MPa (entspricht 12 bar) betragen. Eine Hydraulikleitung kann für 400 bar = 40 MPa Betriebsdruck ausgelegt sein.
Megapascal werden auch z. B. zur Beschreibung des kritischen Punktes in der Thermodynamik verwendet.
Streckgrenze, Dehngrenze und Streckspannung im Maschinenbau werden ebenfalls üblicherweise in Megapascal angegeben. Auch in der Bautechnik wird die Festigkeit von Betonen in Megapascal angegeben.
Die spezifische Energie eines Sprengstoffes gibt den Druck in Megapascal an, den ein Kilogramm dieses Explosivstoffes in einem abgeschlossenen Volumen von einem Liter bei der Explosion erzeugen würde.

### Gigapascal
Die Einheit Gigapascal (1 GPa = 1 Milliarde Pa) beschreibt die Größenordnung von Drücken, die z. B. Graphit in Diamant verwandeln: Graphit, zusammengepresst in einer hydraulischen Presse bei bis zu 6 GPa und Temperaturen über 1500 °C, wandelt sich in Diamant um.
Im Erdinneren beträgt der Druck in 410 km Tiefe 14 GPa (siehe 410-km-Diskontinuität). In Erdtiefen von etwa 700 km wandeln sich bei Temperaturen von einigen hundert Grad Celsius bzw. bei Drücken um 25 GPa zahlreiche gesteinsbildende Minerale isochemisch in unter diesen Bedingungen stabilere sowie kristallographisch dichter gepackte Modifikationen um.
Elastizitätsmodul und Schubmodul, Materialkonstanten, die Auskunft über die lineare elastische Verformung eines Bauteils infolge einer Normal- bzw. Scherkraft geben, werden ebenfalls in Gigapascal angegeben. Aluminium hat z. B. einen Schubmodul von 25,5 GPa, Stahl von 79,3 GPa. Der Schermodul von Gesteinen beträgt meistens 30 GPa, siehe Seismisches Moment.

## Umrechnung von Druckeinheiten
Neben dem Pascal gibt es noch weitere Einheiten für den Druck. Eine Tabelle findet sich im Artikel Druck.